# Martin Toml
Martin Toml (* 25. března 1996) je český obránce a bývalý mládežnický reprezentant, odchovanec pražské Sparty. Od zimy 2019 působí v FK Pardubice.

## Klubová kariéra
Jeho fotbalová kariéra začala rovnou v klubu AC Sparta Praha. Tam prošel všemi věkovými kategoriemi, soutěžní zápas za první tým si však nezahrál. Proto odešel do Mladé Boleslavi. Tam si ovšem zahrál pouze jeden ligový zápas, a proto začal putovat po hostováních. V první lize si zahrál ještě za Karvinou, kde si ovšem rovněž připsal pouze jediný start. Následovala tak hostování ve druhé lize, konkrétně v Táborsku a Viktorii Žižkov. Na začátku roku 2019 se rozhodl natrvalo přestoupit a vybral si k tomu FK Pardubice. Tam sice první půlrok moc nehrál, v sezóně 2019/20 ovšem vytvořil pevnou stoperskou dvojici s Martinem Šejvlem a v celé sezóně nechyběl na trávníku ani jednu minutu a výrazně tak přispěl k postupu Pardubic do nejvyšší soutěže.

## Reprezentační kariéra
Během své reprezentační kariéry si zahrál za pět věkových kategorií. Celkově v reprezentačním dresu odehrál 64 zápasů, ve kterých vstřelil šest branek.